# Löptidsspektrometer
En löptidsspektrometer är en anordning med vilken man kan bestämma energin hos en neutron eller annan partikel genom att mäta dess hastighet. 
Principen för mätning är att man exempelvis med hjälp av en roterande bländare framför partikelkällan bara släpper fram partiklar under en mycket kort tidsperiod. På ett bestämt avstånd från den första bländaren sitter en annan på samma axel. Om man väljer rotationshastigheten rätt når dessa partiklar fram till den andra bländaren när den är öppen och låter dem nå en partikeldetektor bakom den. Ur avståndet mellan bländarna och deras rotationshastighet kan man sedan beräkna den hastighet varmed partiklarna rört sig och därmed deras energi.